# ジロ・デ・イタリア 1995
ジロ・デ・イタリア 1995（Giro d'Italia 1995）は、ジロ・デ・イタリアの78回目のレース。1995年5月13日から6月4日まで行われた。全22ステージ。全行程3736km。
当年より、ブエルタ・ア・エスパーニャが9月開催へと移行したため、当レースがグランツール第1戦という位置づけとなった。

## 今大会の概要
インドゥラインはツール前哨戦としてクリテリウム・デュ・ドフィネに出場したためジロは不参加。　一方、例年ブエルタを前哨戦にしていたロミンゲルはジロに殴り込みをかけ、これをディフェンディングチャンピオンのエフゲニー・ベルズィンが迎え撃つ形となったが、ベルズィン擁するゲビスチームには二度にわたりインドゥラインを追い詰めた男、ピオトル・ウグルモフがいた。中盤でタイムが接近したベルズィンはチーム内で自分の立場を脅かすウグルモフとの協調が崩壊。先頭交代を拒否するなどまるで敵同士のように潰しあった挙句にロミンゲルを攻めあぐねて敗北してしまった。

## 最終成績

### 個人総合成績
|    | 選手名                         | 国籍         | 時間            |
| -- | ------------------------------ | ------------ | --------------- |
| 1  | トニー・ロミンゲル             | スイス       | 100時間41分21秒 |
| 2  | エフゲニー・ベルズィン         | ロシア       | + 4分13秒       |
| 3  | ピオトル・ウグルモフ           | ラトビア     | + 4分55秒       |
| 4  | クラウディオ・キアプッチ       | イタリア     | + 9分23秒       |
| 5  | オリベリオ・リンコン           | コロンビア   | + 10分03秒      |
| 6  | パヴェル・トンコフ             | ロシア       | + 11分31秒      |
| 7  | エンリコ・ツァイナ             | イタリア     | + 13分40秒      |
| 8  | ハインツ・イムボーデン         | スイス       | + 16分23秒      |
| 9  | ゲオルク・トチュニヒ           | オーストリア | + 18分05秒      |
| 10 | フランチェスコ・カーザグランデ | イタリア     | + 18分50秒      |

### ポイント賞
|   | 選手名                 | 国籍       | ポイント |
| - | ---------------------- | ---------- | -------- |
| 1 | トニー・ロミンゲル     | スイス     | 205      |
| 2 | ロルフ・セレンセン     | デンマーク | 153      |
| 3 | エフゲニー・ベルズィン | ロシア     | 148      |

### 山岳賞
|   | 選手名                 | 国籍       | ポイント |
| - | ---------------------- | ---------- | -------- |
| 1 | マリアーノ・ピッコリ   | イタリア   | 75       |
| 2 | ネルソン・ロドリゲス   | コロンビア | 45       |
| 3 | ジュゼッペ・グエリーニ | イタリア   | 43       |

### マリア・ローザ保持者
| 選手名               | 国籍     | 首位区間 |
| -------------------- | -------- | -------- |
| マリオ・チポッリーニ | イタリア | 第1      |
| トニー・ロミンゲル   | スイス   | 第2-最終 |